# Kalundborg (gemeente)

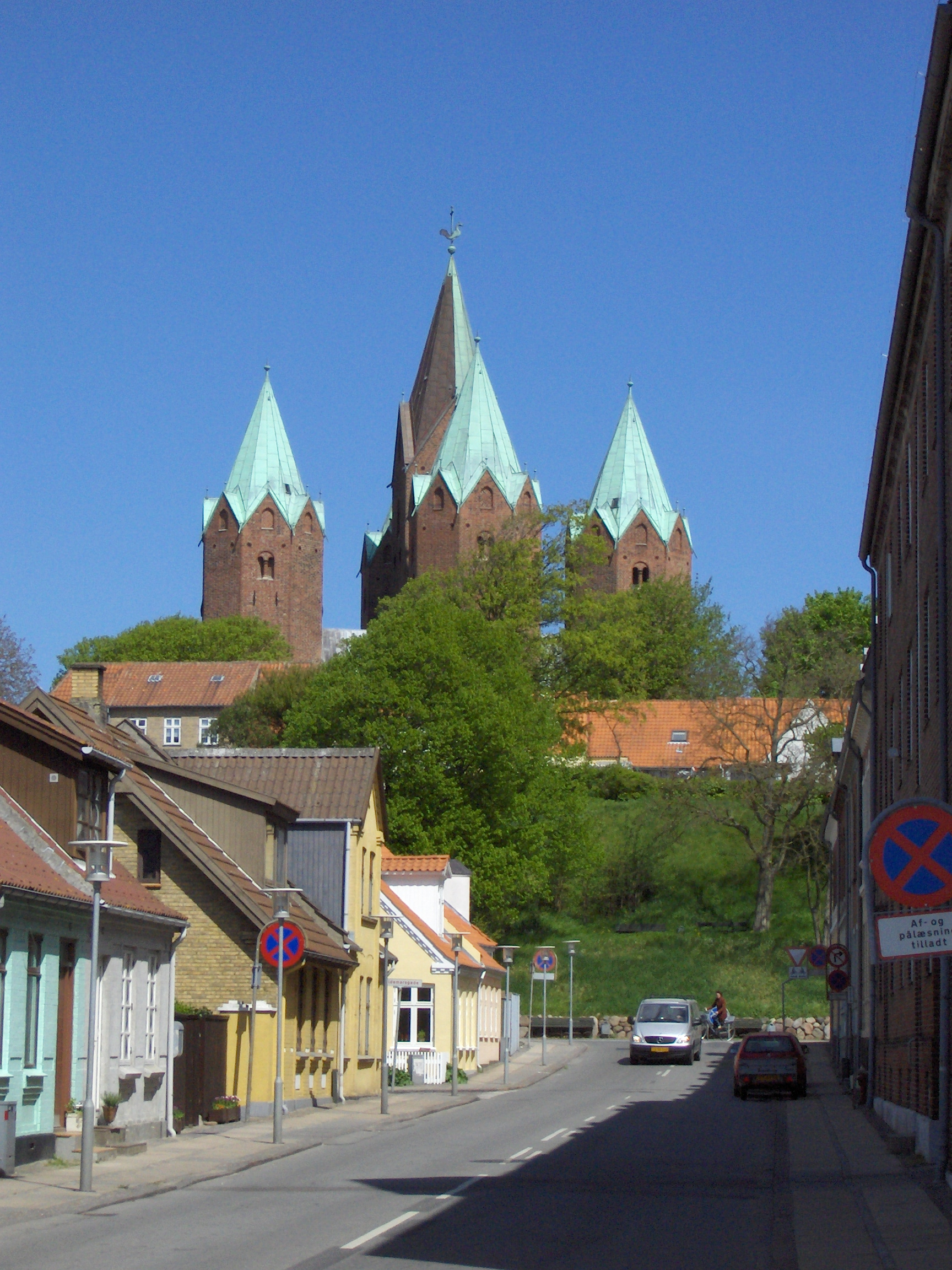
Onze Vrouwe Kerk in Kalundborg

Kalundborg is een gemeente in de Deense regio Seeland (Sjælland) en telt 48.736 inwoners (2017).
Na de herindeling van 2007 worden de volgende gemeentes bij Kalundborg gevoegd:Bjergsted, Gørlev, Hvidebæk, Høng.
Oorspronkelijk was Kalundborg een gemeente van 130,2 km² en 20.191 inwoners (2005).

## Plaatsen in de gemeente
- Løve
- Reersø
- Kirke Helsinge
- Spangsbro
- Kalundborg
- Svallerup
- Årby
- Sæby
- Bjerge
- Gørlev
- Svebølle
- Havnsø
- Eskebjerg
- Føllenslev
- Snertinge
- Høng
- Rørby
- Ubby
- Ulstrup
- Sejerby
- Store Fuglede
- Kaldred

Faxe · Greve · Guldborgsund · Holbæk · Kalundborg · Køge · Lejre · Lolland · Næstved · Odsherred · Ringsted · Roskilde · Slagelse · Solrød · Sorø · Stevns · Vordingborg
- International Standard Name Identifier: 0000 0004 4657 1933
- MusicBrainz: 17c010b3-38d7-4d15-8901-f21887d1f9b2